# トランスフォーマー/ダークサイド・ムーン
『トランスフォーマー/ダークサイド・ムーン』（原題: Transformers: Dark of the Moon）は、2011年のマイケル・ベイ監督による映画。
日本版のキャッチコピーは「人類は 今 立ち上がる。」。

## 概要
1980年代から玩具・アニメーション・コミックで展開されてきた『トランスフォーマー』を原作とする、2007年から続く実写映画版『トランスフォーマー』シリーズの第3作でシリーズ第1部の完結編。シリーズで初の3D映画。
アポロ計画陰謀論を元に、地球全体を巻き込みシリーズ最大級のスケールで物語が展開される。

## ストーリー
遠い宇宙のどこかにあるサイバトロン星にて善のトランスフォーマー軍団オートボットと悪のトランスフォーマー軍団ディセプティコンの戦争が勃発、数で勝るディセプティコンの前にオートボットは敗北寸前まで追い詰められていた。そんな中、一隻の宇宙船が星を脱出しようと飛び立ったが、その船もまたディセプティコンの攻撃により大破し、宇宙の彼方に消えた。そして遥か彼方の地球。1969年にアポロ11号による人類初の月面到達が達成された。しかし、その裏にはもう一つの計画が隠されていた。それは月の裏側（ダークサイド）に墜落したサイバトロン星の宇宙船の調査であり、真実を知るものはそれを極秘とした。
そして現代、ロシアでサイバトロン星の事柄に関わるとされる情報を入手したオートボットとNESTはチェルノブイリで調査を行い、そこで謎の物体を発見するが、直後にディセプティコンのショックウェーブとドリラーの襲撃に遭う。ディセプティコンが奪おうとしたものが、かつてサイバトロンから脱出した宇宙船アークの一部であると気づいた総司令官オプティマス・プライムは月にアークと伝説の戦士センチネル・プライムが眠っていることを知り、自ら月へ赴いてアークからセンチネル・プライムを救出した。
一方、オートボットたちと戦い抜いてきたサム・ウィトウィッキーは新しいガールフレンドのカーリー・スペンサーと同居しながらワシントンで暮らしていた。以前FBIに指名手配されたことが影響し、大学卒業後も就職先が決まらず、鬱屈した日々を送っていたが、カーリーの上司のディラン・グールドの推薦によって宇宙開発事業に携わるアキュレッタ・システムズ社に資料運搬係として入社することとなる。しかし、同僚のジェリー・ワンがアメリカの宇宙開発計画中止の事実に関わる情報をサムに託した直後にサウンドウェーブの部下であるレーザービークによって怪死を遂げ、自身もまたディセプティコンに襲われる羽目になる。
オートボット基地では仮死状態のセンチネル・プライムをオプティマス・プライムがマトリックスの力で蘇生させ、二人は再会を果たす。そしてセンチネル・プライムの話から彼が開発したという物質転送を行うテレポーテーションシステム「スペースブリッジ」と、それを起動させる数百本の「柱」の存在が明らかとなる。一方、シーモア・シモンズと共に独自にアポロ計画について調査を始めたサムは元ロシア人宇宙飛行士の情報からディセプティコンが既にスペースブリッジの大半を回収していたことを知り、センチネル・プライムの護衛を要請する。オートボットは総出でセンチネル・プライムを守り通すが、突如センチネル・プライムは仲間のアイアンハイドを殺害。オートボットとの決別を宣言し、NESTが保管していた最後の柱とコントローラーを奪って逃走する。センチネル・プライムは、サイバトロン星を脱出するよりも前に、サイバトロン星を復活させるためにディセプティコンのリーダーメガトロンと密約を交わしていた。
その夜、センチネル・プライムは月と地球をスペースブリッジで繋ぎ、それを通じてメガトロンの命令を受けた月のディセプティコンが地球へと侵入する。さらにサムもまたディセプティコンの手先だったディランの策略でカーリーを人質に取られ、オートボットの出方を探るためのスパイに仕立て上げられてしまう。
その後、センチネル・プライムは人類に対して侵略行為を行わない代わりにオートボットの永久追放を要求、人類もそれに応じたためオートボットは地球を離れることになるが、それはディセプティコンの罠であり、オートボットの船は空へ飛び立ったところをディセプティコンのNo.2であるスタースクリームの急襲を受け撃墜されてしまった。しかもディセプティコンは人類との約束を反故にし、大艦隊を率いてイリノイ州・シカゴを占拠。ディセプティコンの本当の目的は人類を隷属させ、サイバトロン星復興の労働力として支配することであり、サイバトロン星転送のための準備が始まる。
一人残されたサムはカーリーを救出しようとエップスたちと共にシカゴに向かうが、ディセプティコンの包囲網に行く手を阻まれる。そこに、船から脱出し生きていたオートボットが現れ、合流を果たす。サムはバンブルビーと鹵獲したディセプティコンの戦闘機に乗ってディランの手からカーリーを救い出した。そしてカーリーの話からディセプティコンの目的を知ったオートボットとサムたちはコントローラーを破壊すべくシカゴへと突入する。
オートボットおよびサム一行はドリラー、スタースクリーム、サウンドウェーブ、ショックウェーブ、ディランなどの妨害をかいくぐり、遂にセンチネル・プライムの元へ辿り着くも、センチネル・プライムは柱を起動させサイバトロン星転送を強行、それを止めようとするオプティマス・プライムとセンチネル・プライムの間で激しい戦いが繰り広げられる。オートボットとディセプティコン、さらにNEST本隊が入り交じっての大激戦の末、ディランの死と共にコントローラーが破壊されたことでサイバトロン星は地球の空から消え去り、オプティマス・プライムを追い詰めていたセンチネルもまた土壇場でリーダーの座を追われることを恐れたメガトロンの離反に遭って負傷する。そして最後の力を振り絞ったオプティマス・プライムの手によってメガトロンは遂に討伐された。メガトロンに急襲され満身創痍のセンチネル・プライムは「私がお前を裏切ったのは故郷を取り戻すためだ。どうが分かってくれ」と命乞いするが、オプティマス・プライムはかつて師と慕ったセンチネル・プライムに「私を裏切ったのではなく貴方は自分自身を裏切った」と自らの手で引導を渡した。戦闘は終結し、オプティマス・プライムは人類との絆を再確認するのであった。

## 登場人物

### 主な登場人物
サム・ウィトウィッキー / Sam Witwicky
演 - シャイア・ラブーフ、吹き替え - 小松史法
主人公。プリンストン大学を卒業し就職活動のためワシントンに出てきているが、過去に政府関係者にマークされていたという経歴を警戒され、3ヶ月経ってもまだ就職できておらず、半ば新しい恋人、カーリーの部屋に住まわせてもらう形で同棲している。作中でアキュレッタ・システムズ社への入社を果たすが、そこでディセプティコンが起こした事件に遭遇することになる。
親友であり愛車であるバンブルビーがNESTの任務で留守がちであるため、代車として中古のダットサン510ブルーバードを新たに購入している。
総司令官オプティマス・プライム / Optimus Prime
声 - ピーター・カレン / 吹き替え - 玄田哲章
IDナンバー - RA-03
オートボットの総司令官。 身長8.5m、体重4.3t。
ピータービルト・379・トレーラートラックに変形。トランスフォーマーサイドの主人公。前作で胸部をメガトロンに撃ち抜かれたため、本作品ではロボットモードの胸部が微妙に変更され、その内部にマトリックスを収納している。ビークル時にG1のようにコンテナを牽引する。コンテナは武器を収納するためのケージに変形する機能がありロボットモードで背中に装備するための大型のジェットパックと両腕に装備する多連装キャノン砲なども搭載されている。固定装備としては前作までのイオンブラスターやエナジーソード（今作では手持ち式）に加え、パンチ力を高めるメタルナックルとキャリバーアックス、オーバーシールドを持つ。
吹き替え版において本作品ではアニメ版のような活発な喋り方へと変化した。
ジェットウイング・オプティマス・プライム / Jetwing Optimus Prime
大型のジェットパックと両腕に多連装キャノン砲を装備した形態。
偵察員バンブルビー / Bumblebee
IDナンバー - RA-05
身長4.9m、体重1.6t。トランスフォーマーサイドのもう一人の主人公で、サムからの愛称は「ビー」。
5代目シボレー・カマロのカスタムモデルに変形、武器はプラズマキャノン。今回からNESTに加わっている。他のオートボットの面々が人間社会（＝人間の建物）での行動に慣れてきている中、彼だけは相変わらず難儀している場面が見られる。
ロボットモードでは胸から首元にかけてのデザインが若干変更されている。劇中ではビークルモードでも銃器やミサイルの発射が出来るようになり、サムを乗せたままロボットモードになり、投げ出されたサムを落下する前に受け止めて再びビークルモードに変形するという荒業を披露した。
破壊大帝メガトロン / Megatron
声 - ヒューゴ・ウィーヴィング / 吹き替え - 中村浩太郎
IDナンバー - DD-01
ナミビア（ノベライズ版）に潜伏していた。スキャンした錆だらけのM915 ラインハウル リプレイスメント トラクター&トレーラーに変形（バイオカード記述およびコミック版）、散弾銃型の新フュージョンカノンを鎖で縛りつけて携行している。傷を隠すようにマントを羽織り、新たな右腕がパーツで出来、左右の腕の形状が異なっている。顔の片側なども大きな損傷が全身に残ったままになっており、スカルペル型複数体がそこから漏れるエネルゴン目当てに蛆のようにまとわりついている。
未だ自分が支配者になるのを諦めておらず、取引したセンチネル・プライムと共にサイバトロン星の復活と地球の支配を目論む。当初はお互い地球で合流して行動を起こす予定だったが、センチネル・プライムは月で仮死状態となりオールスパークも失われたことで、最早リーダーのマトリクスしかセンチネル・プライムを蘇生させる手段がなかったため、敢えてオートボットたちに月の情報が伝わるようにした。計画は成功したものの、度重なる敗北で弱体化したことを見透かされたかのように、終盤においては立場が完全に逆転しセンチネルがディセプティコンに命令を下していた。カーリーに現在の自分の立場を嘲笑され逆上、オプティマス・プライムと戦っていたセンチネル・プライムを奇襲し重傷を負わせた。自分が第一の支配者になることを条件にオプティマス・プライムに休戦を申し出るが、それを一蹴したオプティマス・プライムにキャリバーアックスで首を斬り落とされた。
軍事作戦司令官ショックウェーブ / Shockwave
声 - フランク・ウェルカー / 吹き替え - 斉藤次郎
IDナンバー - DD-05
ディセプティコン側のメインビジュアルキャラクターを担当した、本作品の表向きのメインヴィラン。各種媒体によってそれぞれ容姿に違いが存在する。初代アニメで同名のキャラクター（日本版ではレーザーウェーブ）を演じたコーリー・バートンは一作目公開時から声優の候補として挙がっていたが、派手なアクション映画を好まない本人の意向により実現しなかった。
主にG1のレーザーウェーブを意識したデザインとなっており、頭部は単眼で、片腕に巨大な粒子波動砲を搭載、体色は紫掛かっている。玩具はエイリアンタンクに変形するが、本編ではドリラーに搭乗していたので変形することはなかった。
チェルノブイリとシカゴで反撃に回った人間側を追い詰めるが、シカゴでNEST部隊とオートボットの猛攻で眼球が外れて怯み、続けて急襲したオプティマス・プライムの攻撃で胴体と単眼を抉られて死亡した。彼のキャノンはスペースブリッジを停止させるためにオプティマス・プライムに利用された。戦闘力はかつてのメガトロン、もしくはそれを遥かに上回るとされる。
IDWコミックで彼が地球に来て復活した過程、前作に登場した人間（ギャロウェイなど）やオートボット（ジョルトなど）を始末する経緯を読むことが可能。
劇場公開時では登場時に発した「Optimus（オプティマス！）」の一言しか翻訳されなかったが、実際には翻訳されていない台詞が複数存在しておりソフトの英字幕を表示すると確認することが出来る他（シカゴでエップスたちと遭遇した時に発した「Drillerbot is thirsty.（ドリラーボットが飢えている）」など）、英字幕でも表示されない発音の不明瞭な台詞（ビルによじ登るドリラーに向かって命じた「Commence.（開始しろ）」など）が複数存在している。
デザイン段階ではダミーの仮称として「ブリッツウィング」の仮称を与えられていた。
ドリラー / Driller
ショックウェーブが制御するワーム型の巨大マシーン。もともと鉱山の採掘場で使用されていたが、ショックウェーブの使役するドリラーは軍事用に改造されている（ノベライズ版）。
本体は牙の生えた円形シュレッダー状のシールドになっており、その本体から先端が丸鋸になった触手が無数に生えている。
地中を超高速で掘り進むことが可能で、劇中ではショックウェーブはこれに乗り込んで旧ソビエト現ウクライナのチェルノブイリからアメリカのシカゴまで移動している。
シカゴにてショックウェーブの指示によりサムたちが逃げ込んだビルを突き崩そうと襲いかかったが、ジェットウイング・オプティマス・プライムの猛攻撃を受けた末に胴体を真っ二つに分断されて破壊された。
「ドリラーの体内に搭乗するショックウェーブ」のコンセプトアートも設定されていたが、劇中では登場しなかった。
名称はノベライズ版より。設定は異なっているが、巨大なシールドマシン状の胴体から複数の触手が伸びたデザインは『2010』に登場したテクノオーガニック生命体デュエラー / Duelerが基になっている。
先代プライムセンチネル・プライム / Sentinel Prime
声 - レナード・ニモイ / 吹き替え - 勝部演之
IDナンバー - DA-02
前作でも大学の講義のシーンでサムの口から名前のみ登場していた、オプティマス・プライムと同じプライムの子孫の生き残りで、先代のオートボット総司令官。地球では化学消防車ローゼンバウアー・パンサー6×6に変形。武装は両刃剣プライマックス・ブレードとコズミックルストの弾丸を放つ腐食銃、大型の盾エナジョン・シールド。
月面にて仮死状態になっていたが、オプティマス・プライムによってマトリクスの力で復活、スペース・ブリッジがディセプティコンに奪われることを警告する。また、自身の指揮に悩むオプティマス・プライムを諭して見せた。
しかしその実態は、サイバトロン星を脱出する前からメガトロンと取引していた裏切り者で、本作品の真のメインヴィランにしてラスボス。中盤、本性を現しアイアンハイドを殺害。サイバトロン星を地球の軌道上に転送し、地球人を奴隷としてサイバトロン星を復興しようとする。シカゴの戦いではスペース・ブリッジのコントロールに専念していたが、ショックウェーブが倒され、コントロールの柱が狙撃されたのを機に遂に出陣。オプティマス・プライムと一騎討ちを繰り広げ、右腕を切り落として敗北寸前まで追いつめたが、カーリーの挑発を受け現状に憤ったメガトロンの奇襲を受け重傷を負ってしまい、最後はオプティマス・プライムにメガトロンのフュージョンカノンで射殺された。
性格描写やデザインはショーン・コネリーを元にしており当初は声優候補には本人も挙がっていた。
声を担当するレナード・ニモイは、『トランスフォーマー ザ・ムービー』にてガルバトロンの声を演じた経緯があり、マイケル・ベイとは親戚関係にあたる。一度引退を発表したが、本作品で俳優業を復帰することが伝えられた。

### 民間人
カーリー・スペンサー / Carly Spencer
演 - ロージー・ハンティントン＝ホワイトリー、吹き替え - 小林沙苗
本作品のヒロインであり、サムの新しい恋人。イギリスの外交秘書をしていた際、ホワイトハウスにて勲章を受け取ったサムと知り合い付き合い始めた。
軍人の家系ではあるも、戦争で実兄を亡くした経緯から争いごとを好まず、オートボットのために危険に身を投じようとするサムを心配している。
カーリーはアニメ版の正式なヒロインであり、オートボットの熱狂的なファンという設定である。
シーモア・シモンズ / Seymour Simmons
演 - ジョン・タトゥーロ、吹き替え - チョー
元セクター7のエージェント。これまでの経験を綴った自叙伝を出し、その莫大な売上でレストランを経営する富豪へとのし上がった。
エイリアン調査やサイト運営など危険から身を引いていたが、サムからディセプティコンの暗躍を聞かされるとほんの少しだけ迷ったが「誘惑するな。興味津々だ」と結局今回も全面的に彼に協力する。
シャーロット・メアリングとは浅からぬ縁があった。愛車はマイバッハ・62S。
ダッチ / Dutch
演 - アラン・テュディック、吹き替え - 青山穣
元NSAという過去を持つシモンズの執事。普段はやや頼りないがネットワーク関連に強く、特技のハッキング技術を駆使してサムたちを助ける。気分が高まると一転してかつてのプロの顔を見せる。
ロン・ウィトウィッキー / Ron Witwicky
演 - ケヴィン・ダン、吹き替え - 後藤哲夫
サムの父親。妻のジュディと旅行中で、サムのいるワシントンを訪れる。まだ就職が決まってないサムに対し苦い顔をするが、愛情は変わっていない。
ジュディ・ウィトウィッキー / Julie Witwicky
演 - ジュリー・ホワイト、吹き替え - 野沢由香里
サムの母親。夫のロンと旅行中で、サムのいるワシントンを訪れる。カーリーとの関係に悩むサムに夫との熱愛ぶりを見せつけ、彼の背中を押すアドバイスを送る。
ディラン・グールド / Dylan Gould
演 - パトリック・デンプシー、吹き替え - 根本泰彦
アメリカ大手の会計会社の社長。ブガッティ・タイプ35やドライエ・165など、クラシックカーを多数コレクションしている。アキュレッタ・システムズ社とも深い繋がりを持つ。
実は本作における人間サイドのメインヴィラン。親の代から秘密裏にディセプティコンと手を結んでおり、数々の裏工作を行っていた。サムを目の届く範囲に置こうとアキュレッタ・システムズ社に推薦状を送って彼を入社させた。
ディセプティコンの侵攻が本格化した後もサムたちを徹底的に妨害するが、最期はサムとの取っ組み合いの末、起動中の「柱」にぶつかり感電死する。
ブルース・ブラゾス / Bruce Brazos
演 - ジョン・マルコヴィッチ、吹き替え - 金尾哲夫
アキュレッタ・システムズ社の副社長。神経質な性格だが、NASAの宇宙開発中断に関する情報をサムたちに渡そうと彼の家に来た際にはバンブルビーを前にして子供のようにはしゃぎ回ったりする一面もある。
ジェリー・ワン / Jerry Wang
演 - ケン・チョン、吹き替え - 丸山壮史
NASAの技術開発部門に所属していた過去を持つアキュレッタシステムズの社員。入社したてのサムを執拗に付け回し、強引にディセプティコンの裏工作の情報を提供する。
NASAに所属していたころ、ディセプティコンに脅されて人工衛星のカメラとプログラムに細工をし、彼らが月で活動していたことを人間側に悟られないよう工作していたが、センチネル・プライムがオートボットに発見されたことで用済みと判断されてしまう。NASA時代の同僚たちが次々に暗殺されていったことから身の危険を感じ、上記の情報をサムに渡したが、直後にメガトロンの命令を受けたレーザービークによってビルから落とされ死亡した。

### 政府・軍関係者
ウィリアム・レノックス / William Lennox
演 - ジョシュ・デュアメル、吹き替え - 矢崎文也
NESTの指揮官で大佐。 現場指揮の他にもトランスフォーマーに関する情報を提供してくる人物との接触も行う。現在は副官であったエップスがNESTを離れたため、単独でNESTを指揮している。ディセプティコンの支配下になったシカゴへの降下作戦を決行する。
ロバート・エップス / Robert Epps
演 - タイリース・ギブソン、吹き替え - 山野井仁
元NESTの現場副官。軍を除隊し現在はNASAの職員としてレッカーズの仲介役をしている。
オートボットたちがスタースクリームによって排除されたことからカーリー救出に向かうサムに協力し、かつてのNESTの同僚たちを集めてディセプティコンによって封鎖されたシカゴへ向かう。最終決戦の激戦の最中、レノックスと再会しかつての手腕を見せる。愛車はシボレー・シェベル。
シャーロット・メアリング / Charlotte Mearing
演 - フランシス・マクドーマンド、吹き替え - 定岡小百合
アメリカ合衆国国家情報長官。前作のギャロウェイに並ぶ高圧的な保守主義者だが、必ずしもオートボットを敵視しているというわけではない。
壮年で堅物。民間人であるサムが政府に関与することを煙たがって一時険悪になるが、良心的な面もあり、自分の判断に誤りがあった際には素直に認めて謝罪している。女性の上官を意味する「マーム」（字幕、吹替ではマダム）と呼ばれることを嫌う。シモンズとは顔見知りで、浅からぬ縁がある。
演じるマクドーマンドはコーエン兄弟の監督作品でタトゥーロと親交があり、友人のジョン・タトゥーロの勧めで出演した（マルコビッチも同様の経緯で出演）。
ヴォスコッド・ラドヌフ
演 - ラヴィル・イシヤノフ、吹き替え - ふくまつ進紗
ロシアの諜報員で、情報をレノックスに提供する。
妻子をチェルノブイリの原発事故で亡くしており、放射能が蔓延する原発の中でもマスクなしで行動する。実はディセプティコンのスパイであり、後にレーザービークに殺害された。
モーシャワー将軍 / General Morshower
演 - グレン・モーシャワー、吹き替え - 原康義
NESTの総司令官。
デミトリ、ユーリィ
演 - エリヤ・バスキン（デミトリ）、ユージン・アルパー（ユーリィ）
シモンズたちがディセプティコンに消されたと思しき関係者を調べるうちに行き着いたロシアから亡命してきた宇宙飛行士。潜伏先のバーにはホステスに扮したボディーガードを常に侍らせている。サムの話を聞き、かつてロシアの人工衛星が写したディセプティコンが月でアークから柱の大半を運び出した証拠の写真を見せる。
ハードコア・エディ
演 - レスター・スペート、吹き替え - 乃村健次
エップスの誘いに乗りシカゴ最終決戦に参加したメンバーで巨漢の黒人。愛車はGMC・シエラ。吹き替えは前作でジェットファイアーの声を担当した乃村健次が担当。
ツィンマーマン
NESTの若い黒人隊員。シカゴ最終決戦に臨む。戦闘ではショックウェーブに取り付いて深手を負わせた。

### 実在の人物
ニール・アームストロング / Neil Armstrong
演 - ドン・ジーンズ、吹き替え - 宮内敦士
アポロ11号の船長。月面に降り立った最初の人類となった後、仕組まれていた通信途絶の合間を見計らって月面に墜落したトランスフォーマーの宇宙船を調査する。
バズ・オルドリン / Buzz Aldrin
演 - 本人（回想シーン - コーリー・タッカー）、吹き替え - 外谷勝由（回想シーン - 田坂浩樹）
トランスフォーマーたちの情報を持ち帰ったアポロ11号の宇宙飛行士。
ロバート・マクナマラ / Robert McNamara
演 - ドリュー・ピルスバリー、吹き替え - 谷昌樹
国防長官。月に異星人の宇宙船らしきものが着陸したという情報を察知してアポロ計画の指揮を行う。
ジョン・F・ケネディ / John F. Kennedy
演 - ブレット・スタイムリー、声 - ジム・メスキメン / 吹き替え - 宮本充
異星人の情報を調べさせるため表向き宇宙競争に乗っかる形で、アポロ計画を始動する。
ビル・オライリー / Bill O'Reilly
演 - 本人、吹き替え - 金子由之
シモンズを攻撃的にインタビューする。
リチャード・ニクソン / Richard Nixon
演 - ジョン・トービン、吹き替え - 有本欽隆
アメリカ合衆国大統領。月面に着陸したアポロ11号の宇宙飛行士と交信を行う。
ウォルター・クロンカイト / Walter Cronkite
演 - 本人、吹き替え - 仲野裕
アポロ計画を中継してきたキャスター。劇中では計画実行の流れの中で当時のニュース映像を流用。

### トランスフォーマー
今作においてトランスフォーマーたちはロボットモードに変形しなくてもビークルモードから直接武器を展開する「ビークルバトルモード（ステルスフォースモード）」と呼ばれる形態を披露している。日本語吹き替え版において前作や前々作のようにトランスフォーマーたちの声のエフェクトが本作品からは極力少なめになっている。

#### オートボット（Autobots）
前作においてトランスフォーマーの存在が公となり、オートボットはNESTとあわせ民間人に認識されている。また各都市にはエネルゴン探知機を設置し、長距離防衛システムと連動して敵の襲来に備え常時警戒している。ディセプティコンと戦い続ける傍ら人類の国際社会の自由と平和維持活動への協力も請け負っている。
地球と人類に対する考え方に温度差が見られ、親人類派のものもいれば無頓着なものもいる。ただし、サムに対してだけは前作での活躍もあって全面的な信頼を寄せている。アーシーやツインズの消息は本編中語られていないが、その多くは前作と本作品の間を描くコミックスで戦死している。サイドスワイプなど前作から登場したオートボットが地球に来た際に乗ってきていた宇宙船ザンティウムが登場する。
副司令官アイアンハイド / Ironhide
声 - ジェス・ハーネル / 吹き替え - 北川勝博
IDナンバー - RA-04
GMCトップキック・C4500に変形する。NESTの現場指揮官レノックスのパートナー。
中盤のワシントンでの戦いではサイドスワイプとの連携でクロウバーとクランクケースを倒すが、本性を現したセンチネル・プライムに腐食銃で射殺された。
本作品では肉弾戦を披露する他、前作終盤で失ったキャノン砲に代わり、序盤で新しい2丁の銃を背中に装備している。
軍医ラチェット / Ratchet
声 - ロバート・フォックスワース / 吹き替え - 浦山迅
IDナンバー - RA-06
科学者も兼任。ハマーH2のレスキュー車に変形する。
カラーリングが全面的に変更され、白いラインが入っている他、左腕もバルカン砲に変形可能となっている。本作品では主にオプティマス・プライムと2人で行動しており、彼と共に月に赴いてセンチネル・プライムを回収した。サウンドウェーブに撃たれたりセンチネル・プライムに斬られてもすぐに戦線復帰するなど、高い耐久力を持つ。
戦士サイドスワイプ / Sideswipe
声 - ジェームズ・レマー/吹き替え - 江川央生
IDナンバー - RA-08
シボレー・コルベット・スティングレイコンセプト・コンバーチブルに変形する。前作に比べると落ち着いた青年という印象になっている。武装は前作と同様、両腕の硬質ブレードと4連マフラー型キャノンだが、二丁の拳銃が追加されており、ビークルモードではミサイルも使用している。
ホィーリー / Wheelie
声 - トム・ケニー / 吹き替え - 落合弘治
IDナンバー - DA-09
モンスタートラック型のラジコンカーに変形。捻くれた性格と下品な言動が目立ち、前作で忠誠を誓った筈のミカエラの悪口も言う。
終盤において、ディセプティコンの戦艦を内部から破壊し墜落させ、オートボットの捕虜たちを結果的に救う。しかし、その後戦艦の崩落に巻き込まれブレインズと共に行方不明となる。
ディーノ / Dino
声 - フランチェスコ・クイン / 吹き替え - 立木文彦
フェラーリ・458イタリアに変形する、イタリア語訛りが強い戦士。 両腕にワイヤー付きブレードを装備している。オートボットの中では唯一銃を装備していない。
名称は制作準備段階でフェラーリ創業者のエンツォ・フェラーリに敬意を表し仮名をエンツォとしていたが、最終的にエンツォの息子で24歳の若さで亡くなったアルフレード・フェラーリの愛称、ディーノを採用した。エンツォ以外で、ラッシュ（Rush）という仮名も存在した。コミック、ゲーム、小説、児童向け絵本ではミラージュ/Mirageの名を取っている。
機械技士キュー（ホイルジャック） / Que（WheelJack）
声 - ジョージ・コー / 吹き替え - 辻親八
IDナンバー - DA-31
メルセデス・ベンツ・E550に変形。アイアンハイドに新しい銃を、サムたちにはボムスティックとフック付きのグローブを提供した。戦闘シーンが一切無く、武装も不明。ただし背中に槍を装備している場面は確認できる。
バンブルビーたちと共にディセプティコンに捕らえられても平和的に解決させようと温和な姿勢を変えなかったが、聞き入れられず無惨に殺された。
キャラクターのモデルは007シリーズの秘密兵器開発主任の「Q」。初期のコンセプトアートからはデスモンド・リュウェリンにそっくりなロボットデザインで描かれていたが、アインシュタインのような顔立ちで眼鏡を掛けた見かけになった。また、ロールスロイスから変形することが検討されていたが、会社側の使用許可が下りずメルセデス・ベンツから変形することになった。
ブレインズ / Brains
声 - レノ・ウィルソン / 吹き替え - 斎藤志郎
ホィーリーの友人。彼もまたオートボットに鞍替えした元ディセプティコンで、サムとはホィーリーを通じて知りあった。
ホィーリーと共にサムのところで暮らしており、レノボ社製ノートパソコンに変形しサムたちの情報収集を手伝う。右足に何らかの障害があるらしく、歩く際には足を引きずっている。ホィーリーと共に戦艦に忍び込み、内部を破壊する。しかし、その後、ホィーリーと共に行方不明となる。
レッカーズ / Wreckers
声 - ロン・ボティッタ（ロードバスター）、ジョン・ディマジオ（レッドフット）
吹き替え - 咲野俊介（ロードバスター）、岩崎ひろし（レッドフット）
緑の攻撃指揮官ロードバスター / Roadbuster、青の破壊員トップスピン / Topspin、赤の戦略家レッドフット / Leadfootの3名。技術者集団でNASAに所属、宇宙船ザンディウムの整備を担当している。
地球では3名ともそれぞれ異なる重武装化を行ったナスカー仕様のシボレー・インパラに変形。全身に多数の銃器を装備しており、ビークルモードでも高い攻撃力を持つ。
ロードバスター、トップスピンはスリムだが、レッドフットはメタボリック体型である。トップスピンのみ台詞がない。
はしゃいで暴走することが多いためメアリングからNESTに加わるのを禁止されており、NASAの研究所からも外出禁止を受けていた。
バイオカードなどの設定を鵜呑みにすると、「彼らにとって地球はあくまでも単なるディセプティコンとの戦いの場の1つであり、人間の都合には無頓着だがデイトナサーキットは気に入っている」ことになる。また、小説版においては前作でオプティマス・プライムを救ったサムに対してだけは、敬意を払って接している。

#### ディセプティコン（Decepticons）
メガトロン率いる悪のトランスフォーマー軍団。今回のディセプティコン部隊は月に潜伏しており、先んじてアークからスペースブリッジの連結装置である「柱」の大半を回収、自分たちと結託したセンチネルがそれらを起動したことを切っ掛けに地球へ艦隊と大部隊を送り込み総攻撃を仕掛ける。また、かねてから宇宙開発事業に関わる人間を脅迫したり協力者として引き込んでは自分たちが月で活動していたことを隠蔽させ、さらに彼等を通じてアメリカ政府に圧力を掛けてこれ以上の月面調査を中止させていた。決まった規格によって生み出されているため同型の別個体が複数体存在する（コミック前日譚のブレインズの台詞が示唆）。
航空宇宙司令官スタースクリーム / Starscream
声 - チャーリー・アドラー / 吹き替え - 宮澤正
IDナンバー - DD-02
タトゥー模様入りロッキード・マーティン・F-22ラプターに変形。今作では、強者にはゴマを擂って媚を売り、弱者をいたぶる卑劣漢としての面が強調されている。IDWコミックでセンチネルの支配を認めず、アークへの攻撃指揮を執る様子が描かれた。
シカゴ戦にてNESTのVTOL輸送機を撃墜。エップスたちとはぐれたサムに目を付けて嬲り殺しにしようと目論むが、中盤にカーリーを人質にとられ、不本意ながらディセプティコンに協力させられた件を利用して愚弄したことで、それによって憤怒したサムの反撃を受け、キューが開発したグローブのアンカーで右目を潰されパニックに陥り、増援に駆け付けたNEST部隊の集中砲火を受ける。さらに残った左目にボムスティックを突き立てられて頭部が爆裂、死亡した。
情報参謀サウンドウェーブ / Soundwave
声 - フランク・ウェルカー / 吹き替え - 斉藤次郎
IDナンバー - DD-13
地球上に降下し、シルバーのメルセデス・ベンツ・SLS・AMGをスキャン。主に諜報活動を行い実質的にメガトロンの右腕である。武装は2丁拳銃。顔は目と口が露出している。メガトロンやスタースクリームの腰の辺りまでの背丈しかない。
他のディセプティコンたちに先んじて地球に到達・潜伏し、ディランの父たちに接触して月面探査計画を中止させた張本人。ディランによってカーリーにプレゼントされる形で彼女たちに近づき、中盤でディセプティコンの協力者としての顔を見せたディランの指示を受けて彼女を捕縛。人質として利用する。
終盤でディセプティコンの侵攻が本格化し、もはや捕虜は不要だと感じ、ディランの提案から捕虜にしたオートボットたちを『戦利品』として公開処刑しようと考え、手始めにキューを処刑させる。続けてバンブルビーも自ら処刑しようとしたが、ホィーリーとブレインズに墜落させられた戦艦に気を取られ、その隙を突いたオートボットたちの反撃により戦闘に突入。激闘の最中バンブルビーによって左足を撃ち抜かれてバランスを崩し、腹部と頭を吹き飛ばされた。
デザイン段階ではダミーの名称として「ブレークダウン」の仮称を与えられていた。コンセプトアートでは目がバイザーのように両端で繋がった形状をしており、本編での変形の仕方・軍団の中での役割、ブルーに光る各部のスピーカーに似たパーツと共にG1のマイスター (トランスフォーマー)のオマージュとなっている。
尋問兵レーザービーク / Laserbeak
声 - キース・ザラバッカ / 吹き替え - 駒谷昌男
IDナンバー - DD-07
基本形態は2門のアサルトライフルを武装した鳥型だが、様々な機械に擬態する変形機構を持つ。饒舌で、性質は極めて残忍。
政府やNASA内部の人間を脅して諜報活動、暗殺を行い、遂にはジェリーから秘密を託されたサムの命をも狙った。ディセプティコンの侵攻が本格化した後はディランの下で待機しており、カーリーを救うためディランのアジトに突入してきたサムを再び襲うが、バンブルビーが操縦する戦闘機の機銃で頭を吹き飛ばされて死亡した。
なお玩具版ではコピー機ではなくエイリアンジェットに変形している。
G1のコンドルとほぼ同じ設定だが、本作品では言葉を喋り、デザインは不気味さを演出するため、首や胴体は長く、蛇のようにうねり、顔立ちはフクロウやペンギンを参考にしてギョロ目を強調されている。翼のローターなどは、『ギャラクシーフォース』に登場したキラーコンドルに近い姿になっている。当初はバザード / Buzzardと仮称されていた。
イゴール / Igor
声 - グレッグ・バーグ / 吹き替え - 佐藤せつじ
前作に登場したロングハウルと同型のトランスフォーマー。戦いでボディを失ったのか頭部だけの状態で生きており、メガトロンにまとわりついている。命名はメガトロンによる。リンカーン記念館のシーンまで登場しているが、その後の消息は不明。
監視部隊ドレッズ / Dreads
頭部にドレッドヘアーのような物が生え、突き出した下顎と4つの複眼を持つドレッド型で構成される。格闘攻撃兵クランクケースと隠密監視兵クロウバーは比較的人型に近い形態でほぼ同型であるが、戦士ハチェットは四足の肉食獣に似た形態を持ち、それぞれの髪型や顔の造詣など細部も異なっている。
全員シークレット・サービス仕様のシボレー・サバーバンに変形（ハチェットは玩具では戦闘機へ変形）し、プロトフォーム状態の個体も本編に登場する。
棍棒や拳銃などを体内に収納し、ロボットモードでビークルモードのオートボットを上回る速力を活かし激しいカーチェイスを繰り広げるが、ハチェットはディーノとバンブルビーに、クランクケースとクロウバーはアイアンハイドとサイドスワイプのコンビネーションの前に敗れる。ハチェットが倒されるシーンにはマイケル・ベイがかつて関わったアイランドでのカットがハチェットのCGを書き加えた上で流用されている。クロウバーの声は1作目でボーンクラッシャーがオプティマス・プライムの名を叫んだ際の音声の一部を流用している。
機動攻撃兵バリケード / Barricade
声 - フランク・ウェルカー
IDナンバー - DD-03
第1作目に登場したバリケードと同型かつ同名のディセプティコンだが、彼と同一人物かは作中言及されていない。サリーン・S281エクストリームのパトカーに変形。ディセプティコン・プロトフォームと同じ銃を持つ。
シカゴではサウンドウェーブ指揮下で捕虜となったオートボットのキューを処刑する。オートボットたちの反撃後、倒されたサウンドウェーブの代わりにショックウェーブの指揮下に加わり、生き残りで部隊を再編するも、NEST部隊の奇襲攻撃によって頭部と脚を破壊され、倒される。
デフコン / Devcon
四足歩行型のディセプティコン。『クローバーフィールド』に登場する怪獣に似た姿をしており、細く長い腕と短い脚、胸部に備えた大砲が特徴。
名称はコンセプトアートから。劇中での出番は僅かで変形もしなかったが、コンセプトアート上ではロシア製のミサイルトレーラーに変形する設定となっている。
ディセプティコンによるシカゴ占領の際に登場。シカゴでの戦闘ではショックウェーブと共にオートボットを迎撃した他、オプティマス・プライムとセンチネル・プライムの決戦の最中レッカーズに倒された。
スカルペル型 / The Doctor / Scalpel
前作『リベンジ』に登場したザ・ドクター（スカルペル）と同型だが知能はなく、破損したトランスフォーマーの傷口よりエネルゴンを啜って生きている（コミック版）。　破損したメガトロンの頭部に複数の個体がまとわりついている。
その他のディセプティコン / 名称不明
過去作品に登場したディセプティコンと同型のものや、名称不明のディセプティコンが複数体登場している。
ブロウル（ただし一作目とは体色が異なる）
サイドウェイズ / Sideways
ロングハウル / Long Haul
スクラッパー / Scrapper
ディセプティコン・プロトフォーム / Decepticon Protoforms
腕時計型ディセプティコン / 名称不明
白いパトカー型ディセプティコン / 名称不明
輸送車型ディセプティコン（ローダー） / Loader
ピックアップトラック型ディセプティコン / 名称不明
ゴミ収集車型ディセプティコン / 名称不明

## 作品解説
メインスタッフからは『アイランド』以来マイケル・ベイ監督作品で脚本を務めていたアレックス・カーツマン&ロベルト・オーチーのコンビが降板し、前作で加わったアーレン・クルーガーが一人で脚本を担当することになった。2作目で若干過剰気味であった下ネタ要素は今回では控えめになり、また前2作ではほとんど見られなかったディセプティコンによる民間人に対する殺戮シーンが直接的に描かれ、シリーズ中、最もシリアスなエピソードが描かれる。
新キャラクターとしてディセプティコンの防衛参謀「ショックウェーブ」や、前作で名前のみ登場した「センチネル・プライム」などが登場する。また本作品からはゼネラルモーターズに加えてメルセデス・ベンツ、フェラーリの協力もあり同社の高級車が多数登場する。また前作で登場したオートボットのザ・ツインズ（スキッズ、マッドフラップ）は登場しないと公式で発表された。
本作品の基本プロットには初代アニメ版第26〜第27話「メガトロン地球征服作戦」（英語版第35〜第36話「Megatron's Master Plan」）のデストロンの策略でサイバトロンが地球から追放されるというシチュエーションと、第66話〜第68話「破滅の日」（英語版第11〜第13話「The Ultimate Doom」）の巨大なスペースブリッジによって地球の上空にセイバートロン星が出現するというシチュエーション、アニメ版『マイクロン伝説』の戦局を左右するアイテムを載せた宇宙船が月面へ墜落するというシチュエーションが組み込まれている。
ネスト部隊のスカイダイビングは、J・T・ホームズ率いるプロのスカイダイバーチームが担当。ウィリス・タワーの屋上から実際にダイブし、CGなどの視覚効果は一切使用されていない。

### 3D
シリーズ初の3D作品であり、『アバター』で使用された3D-フュージョン・カメラ・システムを用いて撮影されている。ベイ監督は元々、本作品を3Dで制作しない方針をとっていたが、本シリーズのファンであると公言しているジェームズ・キャメロンの強い勧めで本作品は3Dフュージョン・カメラ・システムで撮影された。一部のシーンでは、フュージョン・カメラで撮影された映像とロボットの合成が複雑なシーンがあったのと、マイケル・ベイ監督による『アイランド』のチェイスシーンの流用映像があるため、通常の2D映像を3Dに擬似変換しているシーンが含まれる。

### ミーガン・フォックスの降板
前作および前々作でメインヒロインのミカエラ・ペインズの役を演じたミーガン・フォックスが、監督のマイケル・ベイや撮影スタッフらとの確執が原因で自ら降板することになった。これは第2作『トランスフォーマー/リベンジ』公開時のインタビューで監督の撮影現場での指揮に対し、「彼は独裁者ヒトラーのように傍若無人に振舞っている」と批判したことが皮切りで起きたことで、撮影スタッフのみならず製作のユダヤ系アメリカ人であるスティーヴン・スピルバーグまでもが激怒する形となり彼らも反撃とばかりに彼女を批判するという事態になった。このことに対し監督は「彼女は未熟なところがあるから仕方ない」と懐疑的な発言で事態を収めようとしていたが、スピルバーグからの直訴をきっかけに自身も彼女に降板を促すようになる。結果としてミーガンは自ら降板する意向を示したことがパラマウント・ピクチャーズにて報じられた。
このミーガン降板の事態に対し、監督ら製作陣は既に完成していたシナリオを急遽大幅に変更、ミカエラに代わるヒロインとして「カーリー・スペンサー」を登場させ、カーリー役のロージー・ハンティントン＝ホワイトリーを新たに起用することで事態を収拾させた。
しかしソフト版のメイキング映像で降板理由が明らかにされ、ミーガンは一度今作でミカエラ役のスクリーンテストをもう一度行ったところ、ミカエラのイメージとかけ離れていたためと、シリーズに新しい風を吹き込むための降板であったと監督・スタッフらが明かしている。

### 事故

#### バンブルビーの事故
ワシントンでの撮影中にバンブルビー役のシボレー・カマロが突如現場に現れた地元警察の警察車両に衝突し、フロント部分およびボンネットを酷く損傷、大破するというアクシデントが発生した。また、当時公開撮影を行っていたため、見学に来ていた多くの一般人にその光景を目撃されており、同時に映画情報ニュースサイトや動画配信サイトYouTubeを媒介にネットを通じて全世界に報じられる事態になり、一時期は製作・公開中止の声もささやかれた。

#### エキストラの事故
バンブルビーの事故の一月前のインディアナ州ハモンドで、撮影中にエキストラで雇われていた若手女優、ガブリエラ・セディーロが大けがを負った。セディーロが乗っている車を運ぶ最中に牽引車のケーブルがちぎれ、ケーブルがフロントガラスを突き破りセディーロの頭部を直撃し脳を損傷、昏睡状態に陥る重傷を負った。事故を起こした牽引車のケーブルは、溶接は資格のある作業員によって行われており、必要な安全措置は取られていた。
この事故が原因で翌日のシカゴでの撮影は中止になるも、インディアナ州の健康安全課のスポークスマンは安全措置の確保が確かであったことと「不運で予測できなかった事故だった」として、パラマウント・ピクチャーズに対する罰金を課せられることはなかった。この処置に対し被害にあった女性の家族は、スタジオとロケーション担当者が安全義務を怠ったとして法的措置を取る構えを取っていたが、2012年5月、パラマウント・ピクチャーズが女性の家族に1,850万ドル（日本円で約14億6,000万円）を支払うことで和解した。
事故に遭った女性エキストラはロヨラ医療センターで脳外科手術を受けたことで一命を取り留め、脳を損傷したことで体の一部が麻痺し、事故のショックから一時期会話ができなかったが回復に向かった模様。

### ロケ地
シカゴ、デトロイト、ワシントンD.C.などでロケが行われ、特にシカゴでは12ブロックに渡る区画を封鎖し、大規模なロケが行われた。
ディラン・グールドの自慢のクラシックカーが多く登場する会社のシーンは、ウィスコンシン州にあるミルウォーキー・アート・ミュージアムでのロケ。ベイ監督が毎年手掛けているヴィクトリアズ・シークレットのクリスマス商戦向けテレビコマーシャルの2010年版で、同美術館が使われており、カーリー役のロージー・ハンティントン＝ホワイトリーも毎年、妖艶なランジェリー姿で出演している。撮影時のドキュメンタリーで、監督が本映画の撮影を中断し週末を利用してコマーシャル撮影に臨んだことをスタッフが明かしているが、屋外ロケのシーンはシカゴ市内のラサール橋で2010年8月に行われ、移動が少なくて済む工夫が見られる。

## プロモーション
アメリカではハズブロがメインとなり、6歳から15歳までの子供をバンブルビー・カマロが学校まで送ってくれるというキャンペーンを展開。オープン懸賞で、ハワイ州とアラスカ州を除く、保護者の許可を得たファンのみが応募できる。バンブルビー・カマロで登校した後、学校でオプティマス・トレーラーが待機し、トレーラーの中に準備してある$1,000ドル以上のハズブロの商品も贈呈される。応募期間は8月17日から10月20日までで11月上旬に優勝者が発表される。
日本では公開に先駆け、大阪市内（7月16日と17日の2日間）と東京都内（7月23日）の計3日間、オプティマス・トレーラーとバンブルビー・カマロが「警備」「パトロール」という名目で1日中、一般道を走った。1日目の7月16日夜、大阪市北区にある大阪市役所でおこなわれたジャパン・プレミアの際も、2台とも横付けされキャスト、監督と共に報道陣のカメラに収まった。東京は1日のみで、スタートは博品館TOY PARK銀座本店からとなった。

## 反響・評価
アメリカの映画評論家マット・ゾーラー・サイツにより米文芸サイトSalon.comで発表された「映画史上最も騒々しい映画10本（The 10 Loudest Movie Ever）」にて1位に選ばれた。また、2位にもマイケル・ベイ監督による『アルマゲドン』がランクインしている。
日本では前作は興行的には1作目を下回ったが、本作品は8月28日付けで3D体験者（鑑賞者）が、200万人を突破し、観客動員数全体は250万人を越えている。興行収入も40億円を突破しており、1作目の記録を抜いてシリーズ最高となった。また、3Dでの鑑賞率は91%であり、『アバター』の数値を上回っている。
アカデミー賞、視覚効果賞、音響編集賞、録音賞にノミネートされた。

## テレビ放映
| 回数 | 放送局     | 番組名       | 放送日        | 放送時間      | 放送分数 | 吹替版     | 平均世帯 視聴率 |
| ---- | ---------- | ------------ | ------------- | ------------- | -------- | ---------- | --------------- |
| 1    | テレビ朝日 | 日曜洋画劇場 | 2013年9月22日 | 21:00 - 23:55 | 175分    | 劇場公開版 | 7.7%            |

- 視聴率はビデオリサーチ調べ、関東地区・世帯・リアルタイム。

## 続編
『トランスフォーマー/ロストエイジ』（英：Transformers:Age of Extinction）
本作品のヒットを受け続編が制作され、2014年6月27日に全米公開（同年8月8日日本公開）。監督は再びマイケル・ベイが続投した。ストーリーは本作品から4年後の舞台でありリブートではない。しかしサム役を務めてきたシャイア・ラブーフが本作品で降板したため、サムは登場せずキャストは一新された。

## トリビア
- 『スタートレック』シリーズのミスター・スポックを演じたレナード・ニモイが出演していることから、本作品では『スタートレック』に関するオマージュや小ネタがいくつか見られる。
  - 映画の序盤で、ブレインズが『宇宙大作戦』第34話「バルカン星人の秘密（Amok Time）」を見ている。ホィーリーの台詞にある通り、「スポックがトチ狂うエピソード」として知られるこの回は物語の伏線にもなっている。
  - サムがディランのオフィスを訪れた際、「この建物はエンタープライズ号みたいだ」という台詞がある。
  - バンブルビーがサムとの別れ際に「I will always be your friend.（私は永遠に、あなたの友人です）」とラジオ音声を流すが、これは『スタートレックII カーンの逆襲』でスポックがカーク船長に向かって言う台詞の音声をそのまま流用している。
  - 同じく『スタートレックII』でスポックが言った「The needs of the many outweigh the needs of the few.（多数の要求は少数のそれにまさる）」という台詞を、物語のクライマックスでセンチネルが言うシーンがある。
  - 前々作や前作でも『スタートレック』に関するネタがいくつか見られた（バンブルビーのラジオ音声「宇宙艦隊からメッセージです」など）。
- ミアリングとサムが移動中に使用する4500Xと書かれている飛行機はマイケル・ベイの自家用機（ガルフストリーム III）である（映画第1作のブラックアウトの機体番号はこの番号から引用されている）。
- イギリスの経済紙フィナンシャル・タイムズ[28]は、ハリウッド映画で中国製商品のプロダクトプレイスメントが最多となると報じた。劇中に登場するブランドは計4社。
  - サムが着ているTシャツは若者をターゲットとしたアパレル・メーカー、MetersBonweのもの。前作でも、劇中に使用され、中国商品の広告をハリウッド映画が受け入れたと話題になった。
  - ブレインズは中国最大のパソコン・メーカー、レノボ社のエッジシリーズのPCにトランスフォームする。
  - 薄型テレビのTCLも中国ブランド。
  - ジェリーがエレベーター内で飲んでいるブリックパックの低脂肪牛乳は乳製品大手イーリー（YiLi)社のShuhuaというブランド名。スポンサー側は当初、バンブルビ－がこの牛乳を飲んで、パワーアップすることを希望したが監督に却下された。
- 本作品もアニメ版に対する多数のオマージュが存在する。
  - アークが月面へ墜落するシーンは、同様のシーンがアニメ版『マイクロン伝説』第1話にある。またアークの名前は初代アニメ版に登場したオートボットたちの宇宙船から引用されたものであり、墜落後の姿も件の宇宙船が墜落した姿そっくりになっている。
  - メガトロンがリンカーン記念館にあるリンカーン坐像を破壊し、その椅子に座るシーンがあるが、初代アニメ版16話「アトランティス浮上!」（英語版第24話「Atlantis Arise!」）にも似たようなシーンがある（しかしG1のメガトロンはリンカーン坐像を破壊せず、丁重に置いていた）。
  - レーザービークが変形しているオフィス用コピー機から流れる効果音は、海外版アニメで使用されているテーマ曲のメロディーである。
- ディラン・グールド役のパトリック・デンプシーは実際に有名な自動車ファンでレースにも多数参戦しており、劇中に出てくる写真でディランが着ているレーシングスーツにマツダのロゴが入っているが、デンプシーは実際にマツダ車でレースを戦っていた。

## サウンドトラック
サウンドトラックは2011年6月14日に発売された。トランスフォーマー映画シリーズ前々作、前作に引き続いて恒例のリンキン・パークが、本作品の主題歌として4thアルバム『ア・サウザンド・サンズ』より「Iridescent」を提供した。映画およびサウンドトラックには、映画専用に編曲されたバージョンが使用・収録されている。リンキン・パークは前作同様に本作品でもスティーヴ・ジャブロンスキーと共に劇伴も担当している。また、パラモアが楽曲「Monster」を、グー・グー・ドールズが楽曲「All That You Are」をそれぞれ新曲として本作品に提供し、サウンドトラックからのシングルとしてリリースしている。

## 関連作品

### 小説版
本作品のノベライズ版。ピーター・デイヴィッド作。一部の展開が異なり、また本作品で登場していないトランスフォーマーも一部出演する。また、映画本編では明らかにならなかった登場人物の名前も本作品では記載されている。コミック版もまた本作品と展開が似通っている。
相違点・補足的部分
- 前作リベンジに登場し、本作品では登場しなかったツインズが登場している。いずれもセンチネルによってアイアンハイドと共に腐食銃で殺害された。
- メアリングがシモンズから「マーム」と呼ばれることを内心的には嫌がっていないような描写がある。
- 小説版ではディーノは名前がミラージュとなっている。人間にあまり好感は持っておらず、しばしば脅しや嫌味じみた言動が見られる。特にコミック版では人間に対し物言いこそ丁寧だが不穏な言動が目立つ。ただしそれでもオートボットとしての役目には忠実で踏み外した描写はない。シカゴ戦でスタースクリームに首をもぎとられて殺害される。その後その死体をサウンドウェーブが捕虜になったバンブルビーら相手に玩ぶ描写がある。
- キュー（ホイルジャック）は映画のように捕らえられて処刑されるのではなく、シカゴ戦でディセプティコンたちにバラバラに引き裂かれて戦死する。
- 物語の結末が異なり、メガトロンはセンチネルに不意打ちした後にオプティマスに手を差し伸べ共闘する。センチネルを倒した後は「戦いに辟易した」と講和を望み、これまでのように破壊と略奪ではなく創造を試みて故郷サイバトロンを復興するとオプティマスに約束して和解し、ディセプティコンを率いて地球を去っている。
- センチネルが倒される経緯が異なり、センチネルはメガトロンの不意打ちでは映画のように致命傷は負わずに怯んだだけで、その後のオプティマスとメガトロンを相手に圧倒的強さをみせる。しかし、メガトロンの不意打ちを受けた際に落とした腐食銃をオプティマスが戦いの中で拾い上げ、オプティマスに腐食銃で胸部中央を撃ち抜かれて倒される。
- イゴールの名前がイーゴリとなっている。
- 小説版ではホィーリーとブレインズの最後の消息が判明しており、川に墜落した艦から共に脱出している描写がある。

### 玩具
変形・合体ギミックを盛り込んだ玩具の製作・販売は前作に引き続き、トランスフォーマーシリーズの「原案」を手掛ける玩具メーカー、タカラトミーとハズブロが参加している。玩具は前作同様、映画公開に先駆ける形で2011年5月14日に発売された。今回はメックテックと呼ばれる武器機能を搭載して発売されているが、前作や前々作の玩具と比べて全体的に一回り小さく制作されている。またオプティマスプライムやメガトロンなど主役級のキャラクターのリーダークラスの商品が制作されておらず、前作より変形が簡略化されているものが多い。また本作品ではサウンドウェーブ、ホイルジャックなどメルセデス・ベンツの車種から変形するキャラクターに関してベンツ側の使用許可が他のキャラクターより遅くなったことから、10月に遅れて発売された。そのほか、ディーノはフェラーリからのライセンスが取得できなかった関係で、発売が次回作「ロストエイジ」公開の2014年にずれ込み、前作「リベンジ」に登場したサイドウェイズの金型（アウディ・R8）を流用して製品化されている。
なお、ザ・ツインズ未登場の公式発表で、以前、雑誌などで本作品未登場と公表されていたアーシー、ジョルトを入れた4点が劇中用キャラでは玩具展開のみ（アーシーは日本版のみの販売）の商品となる。
その他、玩具付属のカードで展開するシリーズ「メックテックウォーズ」が発売。カードを使ったカードバトルのほか、シリアルコードを使用したオンラインPCゲーム『トランスフォーマー メックテックウォーズ』、バトルビーダマン用ゲーム筐体B-太1号を使用した無料アーケードゲーム『トランスフォーマー メックテックウォーズ』、携帯モバイルゲーム『トランスフォーマー THE LIVE!』などがプレイできる。カードゲーム、「ヒートスクランブルカードゲーム」も発売された。
| IDナンバー                      | 名前                                                   | 海外名                               | ビークルモード ビーストモード                                        | 映画&ビデオゲームに登場? | サイズ                   |
| オートボット（Autobots）        | オートボット（Autobots）                               | オートボット（Autobots）             | オートボット（Autobots）                                             | オートボット（Autobots） | オートボット（Autobots） |
| ------------------------------- | ------------------------------------------------------ | ------------------------------------ | -------------------------------------------------------------------- | ------------------------ | ------------------------ |
| DA-01                           | パワーアームド バンブルビー                            | Ultra Bumblebee                      | 2009 シボレー・カマロ                                                | ○                        | Ultra                    |
| DA-02                           | センチネルプライム                                     | Sentinel Prime                       | ローゼンバウアー・パンサー6x6                                        | ○                        | Ultra                    |
| DA-03                           | オプティマスプライム                                   | Optimus Prime                        | ピータービルト379                                                    | ○                        | Mega                     |
| DA-04                           | アイアンハイド                                         | Ironhide                             | GMC・トップキック C4500                                              | ○                        | Mega                     |
| DA-05                           | バンブルビー                                           | Bumblebee                            | 2009 シボレー・カマロ                                                | ○                        | Deluxe                   |
| DA-06                           | ラチェット                                             | Ratchet                              | ハマー・H2                                                           | ○                        | Deluxe                   |
| DA-07                           | スキッズ                                               | Skids                                | シボレー・ビート                                                     | ○                        | Deluxe                   |
| DA-08                           | サイドスワイプ                                         | Sideswipe                            | 2013 シボレー・コルベット・スティングレイ                            | ○                        | Deluxe                   |
| DA-09                           | ロードバスター                                         | Roadbuster                           | NASCAR シボレー・インパラ                                            | ○                        | Deluxe                   |
| DA-10                           | トップスピン                                           | Topspin                              | スプリントカップ シボレー・インパラ                                  | ○                        | Deluxe                   |
| DA-11                           | アーシー                                               | Acree                                | スズキ・B-KING                                                       | ×                        | Deluxe                   |
| DA-12                           | エアレイド                                             | Air-Raid                             | F-35戦闘機                                                           | ○                        | Deluxe                   |
| DA-13                           | スカイハンマー                                         | Skyhammer                            | MI-24航空機                                                          | ×                        | Mega                     |
| DA-14                           | ジョルト                                               | Jolt                                 | シボレー・ボルト (ハイブリッドカー)                                  | ×                        | Deluxe                   |
| DA-15                           | ジェットウイング オプティマス                          | Jetwing Optimus                      | ピータービルト379                                                    | ○                        | Ultra                    |
| DA-16                           | アルティメット アイアンハイド                          | Ultra Ironhide                       | GMC・トップキック C4500                                              | ○                        | Ultra                    |
| DA-17                           | スペース オプティマス                                  | Space Optimus                        | ピータービルト379                                                    | ○                        | Mega                     |
| DA-18                           | ニトロバンブルビー                                     | Nitro Bumblebee                      | 2009 シボレー・カマロ                                                | ○                        | Deluxe                   |
| DA-19                           | マッドフラップ                                         | Mudflap                              | シボレー・トラックス                                                 | ○                        | Deluxe                   |
| DA-20                           | カノン センチネル                                      | Cannon Sentinel                      | ローゼンバウアー・パンサー6x6                                        | ○                        | Mega                     |
| DA-21                           | バックファイアー                                       | Backfire                             | BRPスパイダー                                                        | ×                        | Deluxe                   |
| DA-22                           | サンダーヘッド                                         | Thunderhead                          | モービルウェポン                                                     | ×                        | Deluxe                   |
| DA-23                           | サンドストーム                                         | Sandstorm                            | アサルトバギー                                                       | ×                        | Basic                    |
| DA-24                           | ファイアーバースト オプティマス                        | Fireburst Optimus                    | ピータービルト379                                                    | ○                        | Mega                     |
| DA-25                           | テールパイプ&ピンポインター                            | Tailpipe & Pinpointer                | オートバイ（テールパイプ） ターレットガン（ピンポインター）          | ×                        | Deluxe                   |
| DA-26                           | ホワール                                               | Whirl                                | ヘリコプター                                                         | ×                        | Deluxe                   |
| DA-27                           | リバーブ                                               | Reverb                               | ホバーバイク                                                         | ×                        | Deluxe                   |
| DA-28                           | ストライカー オプティマス                              | Striker Optimus                      | ピータービルト379                                                    | ○                        | Ultra                    |
| DA-29                           | ヒューマンアライアンス ロードバスター                  | Human Alliance Roadbuster            | NASCAR シボレー・インパラ                                            | ○                        | Deluxe                   |
| DA-30                           | ヒューマンアライアンス レッドフット                    | Human Alliance Leadfoot              | NASCAR シボレー・インパラ                                            | ○                        | Deluxe                   |
| DA-31                           | キュー                                                 | Wheeljack                            | メルセデス・ベンツ・E550                                             | ○                        | Deluxe                   |
| DA-32                           | アルティメット オプティマス                            | Ultimate Optimus                     | ピータービルト379                                                    | ○                        | Ultra                    |
| DA-33                           | シーカー エアレイド                                    | Seeker Air-Raid                      | ボーイング737 AEW&C                                                  | ○                        | Deluxe                   |
| DA-34                           | レッドフット                                           | Leadfoot                             | NASCAR シボレー・インパラ                                            | ○                        | Deluxe                   |
| ディセプティコン（Decepticons） |                                                        |                                      |                                                                      |                          |                          |
| DD-01                           | メガトロン                                             | Megatron                             | マックM915                                                           | ○                        | Mega                     |
| RA-01B                          | ダークサイドオプティマス                               | Dark-Side Optimus                    | ピータービルト379                                                    | ×                        | Ultra                    |
| DD-02                           | スタースクリーム                                       | Starscream                           | F-22戦闘機                                                           | ○                        | Deluxe                   |
| DD-03                           | バリケード                                             | Barricade                            | サリーン・S281                                                       | ○                        | Deluxe                   |
| DD-04                           | クランクケース                                         | Crankcase                            | シボレー・サバーバン                                                 | ○                        | Deluxe                   |
| DD-05                           | ショックウェーブ                                       | Shockwave                            | エイリアンタンク                                                     | ○                        | Mega                     |
| DD-06                           | ボルテックス                                           | Vortex                               | ティーガー航空機                                                     | ○                        | Deluxe                   |
| DD-07                           | レーザービーク                                         | Laserbeak                            | 鳥                                                                   | ○                        | Deluxe                   |
| DD-08                           | サンダークラッカー                                     | Thundercracker                       | F-22戦闘機                                                           | ×                        | Deluxe                   |
| DD-09                           | ヒューマンアライアンス サウンドウェーブ&レーザービーク | Human Alliance Soundwave & Laserbeak | メルセデス・ベンツ・SLS AMG（サウンドウェーブ） 鳥（レーザービーク） | ○                        | Deluxe                   |
| DD-10                           | スカイワープ                                           | Skywarp                              | F-22戦闘機                                                           | ×                        | Deluxe                   |
| DD-11                           | アイスピック                                           | Icepick                              | スノーモービル                                                       | ×                        | Deluxe                   |
| DD-12                           | ドラッグストリップ                                     | Drag-Strip                           | インディカー                                                         | ×                        | Deluxe                   |
| DD-13                           | サウンドウェーブ                                       | Soundwave                            | メルセデス・ベンツ・SLS AMG                                          | ○                        | Deluxe                   |
| DD-EX                           | ダークスチール                                         | Darksteel                            | 2013 シボレー・コルベット・スティングレイ                            | ×                        | Deluxe                   |

#### ダークサイド・ムーン EZコレクション
| IDナンバー | 名前                            | 海外名                  | ビークルモード ビーストモード                          | 映画&ビデオゲームに登場? | 所属             |
| ---------- | ------------------------------- | ----------------------- | ------------------------------------------------------ | ------------------------ | ---------------- |
| CV-01      | ローラー                        | Roller                  | 探査車                                                 | ×                        | オートボット     |
| CV-02      | モービルバトル バンブルビー     | Mobile Battle Bumblebee | 2009 シボレー・カマロ                                  | ○                        | オートボット     |
| CV-03      | スタースクリーム                | Starscream              | F-22戦闘機                                             | ○                        | ディセプティコン |
| CV-04      | オプティマスプライム            | Optimus Prime           | ピータービルト379                                      | ○                        | オートボット     |
| CV-05      | センチネルプライム              | Sentinel Prime          | ローゼンバウアー・パンサー6x6                          | ○                        | オートボット     |
| CV-06      | アイアンハイド                  | Ironhide                | GMC・トップキック C4500                                | ○                        | オートボット     |
| CV-07      | メガトロン                      | Megatron                | マックM915                                             | ○                        | ディセプティコン |
| CV-08      | バンブルビー                    | Bumblebee               | 2009 シボレー・カマロ                                  | ○                        | オートボット     |
| CV-09      | サイドスワイプ                  | Sideswipe               | 2013 シボレー・コルベット・スティングレイ              | ○                        | オートボット     |
| CV-10      | トップスピン                    | Topspin                 | スプリントカップ シボレー・インパラ                    | ○                        | オートボット     |
| CV-11      | クランクケース                  | Crankcase               | シボレー・サバーバン                                   | ○                        | ディセプティコン |
| CV-12      | アーマードウェポン オプティマス | Armored Weapon Optimus  | ピータービルト379                                      | ○                        | オートボット     |
| CV-13      | ブラストウェーブ メガトロン     | Blastwave Megatron      | マックM915                                             | ○                        | ディセプティコン |
| CV-14      | パワーグライド                  | Powerglide              | A-10航空機                                             | ×                        | オートボット     |
| CV-15      | ブラックアウト&スコルポノック   | Blackout & Scorponok    | MH-53航空機（ブラックアウト） サソリ（スコルポノック） | ×                        | ディセプティコン |
| CV-16      | ラチェット                      | Ratchet                 | ハマー・H2                                             | ○                        | オートボット     |
| CV-17      | レッドフット                    | Leadfoot                | NASCAR シボレー・インパラ                              | ○                        | オートボット     |
| CV-19      | ルナー ラチェット               | Lunar Ratchet           | ハマー・H2                                             | ○                        | オートボット     |
| CV-19      | ショックウェーブ                | Shockwave               | エイリアンタンク                                       | ○                        | ディセプティコン |
| CV-20      | バトルスチール オプティマス     | Battle Steel Optimus    | ピータービルト379                                      | ○                        | オートボット     |
| CV-21      | ハチェット                      | Hatchet                 | ユーロファイター タイフーン                            | ○                        | ディセプティコン |
| CV-22      | ロードバスター                  | Roadbuster              | NASCAR シボレー・インパラ                              | ○                        | オートボット     |
| CV-23      | フラック                        | Flak                    | APCタンク                                              | ×                        | オートボット     |
| CV-24      | ガズル                          | Guzzle                  | M1エイブラムス                                         | ×                        | オートボット     |
| CV-25      | マッドフラップ                  | Mudflap                 | シボレー・トラックス                                   | ○                        | オートボット     |
| CV-26      | サウンドウェーブ                | Soundwave               | メルセデス・ベンツ・SLS AMG                            | ○                        | ディセプティコン |
| CV-27      | クロウバー                      | Crowbar                 | カーボン・モーターズ E7                                | ○                        | ディセプティコン |

### コラボレーション
2011年7月29日よりマクドナルドで開始のダークサイド・ムーンのハッピーセット。30日・31日限定でスペシャルDVDとメックテックシートもプレゼント。直立で変形する物と音声反応するバンブルビーとオプティマス・プライムとの計4種類。オプティマス・プライムの音声反応する玩具には、オプティマス・プライム役の玄田哲章の音声が収録されており、日本語音声が収録された実写映画版玩具は本作品が初となる。またスペシャルDVDのナレーションはサム・ウィトウィッキーの吹き替えの小松史法が担当。
『ケロケロエース』2012年2月号では、トランスフォーマープロジェクトと題し、EZコレクション版スタースクリームのケロロ軍曹カラー「ケロロスクリーム」が付録として付属。またケロロ軍曹とスタースクリームが競演するコラボ漫画も掲載された。漫画はNAOTO。スタースクリームを呼び出したケロロ小隊は、クルル曹長の作ったあれやこれや吸引機オオゾンで、スタースクリームから超ロボット生命体の情報を吸い出そうとするが機械は暴走、ケロロ軍曹の中のキューブ的な何かと反応しケロロ軍曹自身がケロロスクリームに変形してしまう。
2012年2月8日-2月12日には『第53回旭川冬まつり』で公式のコラボレーションとしてトランスフォーマーの大雪像が製作された。